# Качер, Артём
Артём Ка́чер (настоящее имя Артём Ареста́кович Качаря́н; род. 17 августа 1988, Владикавказ, РСФСР, СССР) — российский певец, рэп-исполнитель.

## Детство и юность
Родился будущий музыкант во Владикавказе 17 августа 1988 года. Своими «отцами» и главными проводниками в мир рэпа Артём зовёт Ашера и Тимбалэнда. Глядя на них, создавших R&B-культуру с нуля, он мечтал пойти по их стопам, но все равно найти свой путь. Родители не одобряли желаний юного артиста. Они настояли, чтобы сын поступил в Северо-Осетинский государственный университет, на юридический факультет.
Именно в студенческие годы Артём понял, что хочет заниматься творчеством. К подобному решению его подтолкнули различные молодёжные фестивали, в том числе КВН.
Втайне от родителей, пытаясь понять, не обманывает ли его интуиция, Артём подал документы на заочное отделение Училища искусств в родном городе. Заниматься музыкой ему понравилось: после успешного выпуска он уезжает в Москву, поступать в Государственный музыкальный колледж эстрадного и джазового искусства, в простонародье известный как Гнесинка.

## Карьера
Свой путь к музыкальной карьере Артём начал в 2011 году. Сначала принял участие в шоу «Фактор А», где при поддержке Лолиты Милявской дошёл до финала, но проиграл. Спустя год, в 2012 году, он оказался уже на другом канале и под крылом другого известного музыканта: Леонид Агутин заметил его в проекте «Голос».
В 2016 году Артёма пригласили в Self Made Music, лейбл довольно популярного в России продюсера и исполнителя Артёма Умрихина (известного всем как Артик и мужская часть дуэта Artik & Asti). Артём Умрихин пригласил нашего героя поучаствовать в песне «Грустный дэнс».
Несмотря на имеющийся контракт и два «Золотых граммофона», первый полноформатный релиз для Артёма в качестве резидента нового лейбла состоялся только в 2019 году. Назывался он «Один на один» и содержал 13 треков, в том числе два с Артиком. До этого были только синглы: началось все с «Яда», написанного все тем же Артиком, продолжилось «Энергией солнца» и треком «Неправильно». За песню «ДНК», записанную вместе с Джиганом, Артём получил свой первый «Золотой граммофон». А потом — «Грустный Дэнс».
В феврале 2024 года принял участие в пятом сезоне шоу «Маска» на НТВ в образе Акулы. В пятом выпуске, вышедшем в эфир 10 марта 2024 года, маска Акулы была разоблачена.

## Личная жизнь
На модели Саше Рабаджиевой, также известной как Саша Эванс, музыкант женился 17 января 2022 года. Они познакомились в 2017 году, в своём родном городе Владикавказе, и, несмотря на девятилетнюю разницу в возрасте, сразу друг другу понравились.
В августе 2021 года пара обручилась, а в январе 2022 года зарегистрировала брак.
В апреле 2023 года впервые стал отцом, в Москве у него родился сын, которого родители назвали Аресом.

## Дискография

### Студийные альбомы
| №                   | Название                           | Длительность |
| ------------------- | ---------------------------------- | ------------ |
| 1.                  | «Миллион»                          | 1:54         |
| 2.                  | «Вайб» (feat. Artik)               | 2:49         |
| 3.                  | «220»                              | 3:27         |
| 4.                  | «Выстрел»                          | 3:22         |
| 5.                  | «Джоинт»                           | 3:07         |
| 6.                  | «Плюс на минус» (feat. SuperSonya) | 3:22         |
| 7.                  | «Наркотик»                         | 2:51         |
| 8.                  | «Мимо тебя» (feat. Жак Энтони)     | 4:12         |
| 9.                  | «Сильнее дыма»                     | 3:23         |
| 10.                 | «Фиаско»                           | 3:32         |
| 11.                 | «Бэйба» (feat. Artik)              | 4:16         |
| 12.                 | «Я рядом»                          | 3:30         |
| 13.                 | «Flashback»                        | 3:23         |
| Общая длительность: | Общая длительность:                | 40:68        |

| №                   | Название                           | Длительность |
| ------------------- | ---------------------------------- | ------------ |
| 1.                  | «Интро»                            | 1:29         |
| 2.                  | «Иду»                              | 3:40         |
| 3.                  | «Энергия солнца»                   | 3:53         |
| 4.                  | «Ночное шоссе»                     | 4:04         |
| 5.                  | «А может быть»                     | 3:46         |
| 6.                  | «Буду тебя любить» (Interlude)     | 0:59         |
| 7.                  | «Буду тебя любить»                 | 3:54         |
| 8.                  | «Нескромно»                        | 3:14         |
| 9.                  | «Делаю больно»                     | 3:12         |
| 10.                 | «Мечтали мы»                       | 2:57         |
| 11.                 | «Каждый день»                      | 3:38         |
| 12.                 | «Больше, чем дружба» (feat. Artik) | 3:05         |
| 13.                 | «Моё признание»                    | 3:03         |
| 14.                 | «Ещё чуть-чуть»                    | 2:32         |
| 15.                 | «Время» (Аутро)                    | 1:49         |
| Общая длительность: | Общая длительность:                | 41:95        |

| №                   | Название                       | Длительность |
| ------------------- | ------------------------------ | ------------ |
| 1.                  | «Это стильно»                  | 2:43         |
| 2.                  | «В ритме танца»                | 3:44         |
| 3.                  | «Мои раны»                     | 3:22         |
| 4.                  | «Тело как гитара»              | 3:03         |
| 5.                  | «Дуру люблю»                   | 2:10         |
| 6.                  | «Стреляй»                      | 2:58         |
| 7.                  | «Молча» (совм. с Artik & Asti) | 4:04         |
| 8.                  | «Дикая»                        | 3:18         |
| 9.                  | «Виноват»                      | 3:39         |
| 10.                 | «Так как я» (совм. с Artik)    | 3:04         |
| 11.                 | «Сука»                         | 2:53         |
| 12.                 | «Давай забудем» (feat. TARAS)  | 3:48         |
| 13.                 | «Дикая» (ICEDADDYKILLA Remix)  | 3:24         |
| 14.                 | «Молча» (ICEDADDYKILLA Remix)  | 3:22         |
| Общая длительность: | Общая длительность:            | 42:92        |

| №                   | Название                    | Длительность |
| ------------------- | --------------------------- | ------------ |
| 1.                  | «Девочка, не плачь»         | 2:51         |
| 2.                  | «Пьёшь и танцуешь»          | 2:41         |
| 3.                  | «Из-за тебя»                | 2:34         |
| 4.                  | «Один на один» (Interlude)  | 1:24         |
| 5.                  | «Один на один»              | 3:07         |
| 6.                  | «До луны и обратно»         | 2:42         |
| 7.                  | «100 проблем»               | 2:58         |
| 8.                  | «Материк» (feat. Ани Лорак) | 2:35         |
| 9.                  | «Последний поцелуй»         | 2:52         |
| Общая длительность: | Общая длительность:         | 21:44        |

| №                   | Название                        | Длительность |
| ------------------- | ------------------------------- | ------------ |
| 1.                  | «Февраль»                       | 3:07         |
| 2.                  | «Пока ты с ним»                 | 2:58         |
| 3.                  | «Перегорело»                    | 2:49         |
| 4.                  | «Терапия-любовь»                | 2:48         |
| 5.                  | «Аномалия»                      | 2:18         |
| 6.                  | «Если» (совм. с Мишей Марвиным) | 3:18         |
| 7.                  | «Вера, надежда & love»          | 3:22         |
| 8.                  | «Я не Я»                        | 1:56         |
| 9.                  | «Я не Я» (epilogue)             | 1:03         |
| 10.                 | «Город помнит»                  | 2:32         |
| Общая длительность: | Общая длительность:             | 24:11        |

| №                   | Название            | Длительность |
| ------------------- | ------------------- | ------------ |
| 1.                  | «Сияй»              | 3:02         |
| 2.                  | «Ошибаемся»         | 3:24         |
| 3.                  | «Бумеранг»          | 2:47         |
| 4.                  | «Последний закат»   | 2:57         |
| 5.                  | «А оно мне надо?»   | 3:30         |
| 6.                  | «Самый лучший экс»  | 2:54         |
| 7.                  | «Ко дну»            | 3:31         |
| 8.                  | «Перемотаю»         | 2:57         |
| Общая длительность: | Общая длительность: | 23:03        |

### Мини-альбомы
| Название            | Информация                                                                   | Примечание |
| ------------------- | ---------------------------------------------------------------------------- | --- |
| DRAMA ― EP          | - Релиз: 1 июля 2021 - Лейбл: Self Made Music - Формат: Цифровая дистрибуция | \| № \| Название \| Длительность \| \| ------------------- \| -------------------------- \| ------------ \| \| 1. \| «100 проблем» \| 2:58 \| \| 2. \| «Всё это ты» \| 3:03 \| \| 3. \| «Пьёшь и танцуешь» \| 2:41 \| \| 4. \| «P.S.» \| 2:45 \| \| 5. \| «На берегу» (Interlude) \| 0:52 \| \| 6. \| «На берегу» (feat. Isupov) \| 2:35 \| \| Общая длительность: \| Общая длительность: \| 13:34 \| |
| №                   | Название                                                                     | Длительность |
| 1.                  | «100 проблем»                                                                | 2:58 |
| 2.                  | «Всё это ты»                                                                 | 3:03 |
| 3.                  | «Пьёшь и танцуешь»                                                           | 2:41 |
| 4.                  | «P.S.»                                                                       | 2:45 |
| 5.                  | «На берегу» (Interlude)                                                      | 0:52 |
| 6.                  | «На берегу» (feat. Isupov)                                                   | 2:35 |
| Общая длительность: | Общая длительность:                                                          | 13:34 |

### Синглы

#### В качестве ведущего исполнителя
| Год  | Название                                | Чарты                           | Чарты                 | Чарты                   | Альбом                         | Примечания      |
| Год  | Название                                | RU                              | RU                    | RU                      | Альбом                         | Примечания      |
| Год  | Название                                | TopHit Top Radio & YouTube Hits | TopHit Top Radio Hits | TopHit Top YouTube Hits | Альбом                         | Примечания      |
| ---- | --------------------------------------- | ------------------------------- | --------------------- | ----------------------- | ------------------------------ | --------------- |
| 2016 | «Яд»                                    | 199                             | 138                   | —                       | без альбома                    | цифровой сингл  |
| 2017 | «Энергия солнца»                        | 509                             | 358                   | —                       | Буду тебя любить               | альбомный сингл |
| 2017 | «Неправильно»                           | —                               | —                     | —                       | без альбома                    | цифровой сингл  |
| 2018 | «Люби меня»                             | —                               | —                     | —                       | без альбома                    | цифровой сингл  |
| 2018 | «Голая»                                 | 752                             | —                     | —                       | без альбома                    | цифровой сингл  |
| 2019 | «Мимо тебя» (feat. Жак Энтони)          | —                               | —                     | —                       | Один на один                   | альбомный сингл |
| 2019 | «Бэйба» (feat. Artik)                   | —                               | —                     | —                       | Один на один                   | альбомный сингл |
| 2019 | «Я рядом»                               | —                               | —                     | —                       | Один на один                   | альбомный сингл |
| 2019 | «Между нами» (совм. с Nyusha)           | 219                             | 331                   | 70                      | Solaris Es (альбом Nyusha)     | альбомный сингл |
| 2019 | «Одинокая луна»                         | 10                              | 10                    | 88                      | без альбома                    | цифровой сингл  |
| 2020 | «Давай забудем» (feat. TARAS)           | —                               | —                     | —                       | КАЧЕР                          | альбомный сингл |
| 2020 | «Твой первый»                           | 105                             | 92                    | —                       | без альбома                    | цифровой сингл  |
| 2020 | «Под дождём» (совм. с Ириной Дубцовой)  | 110                             | 88                    | —                       | без альбома                    | цифровой сингл  |
| 2020 | «Chica Bonita» (совм. с Artik & Marvin) | —                               | —                     | —                       | без альбома                    | цифровой сингл  |
| 2020 | «Дикая»                                 | 203                             | 234                   | —                       | КАЧЕР                          | альбомный сингл |
| 2021 | «Дуру люблю»                            | —                               | —                     | —                       | КАЧЕР                          | альбомный сингл |
| 2021 | «Стреляй» (совм. с КУЧЕР)               | —                               | —                     | —                       | без альбома                    | цифровой сингл  |
| 2021 | «100 проблем»                           | —                               | —                     | —                       | DRAMA ― EP / Девочка, не плачь | альбомный сингл |
| 2021 | «Пьёшь и танцуешь»                      | —                               | —                     | —                       | DRAMA ― EP / Девочка, не плачь | альбомный сингл |
| 2021 | «Дружба» (Из к/ф «Друг на продажу»)     | —                               | —                     | —                       | без альбома                    | цифровой сингл  |
| 2021 | «Девочка не плачь»                      | —                               | —                     | —                       | Девочка, не плачь              | альбомный сингл |
| 2022 | «3 слова»                               | —                               | —                     | —                       | без альбома                    | цифровой сингл  |
| 2022 | «Материк» (feat. Ани Лорак)             | —                               | —                     | —                       | Девочка, не плачь              | альбомный сингл |
| 2022 | «Пока ты с ним»                         | —                               | —                     | —                       | Февраль                        | альбомный сингл |
| 2022 | «Если» (совм. с Мишей Марвиным)         | —                               | —                     | —                       | Февраль                        | альбомный сингл |
| 2022 | «Перегорело»                            | —                               | —                     | —                       | Февраль                        | альбомный сингл |
| 2023 | «Февраль»                               | —                               | —                     | —                       | Февраль                        | альбомный сингл |
| 2023 | «Один из двух» (совм. с Seville)        | —                               | —                     | —                       | без альбома                    | цифровой сингл  |
| 2023 | «Роза»                                  | —                               | —                     | —                       | без альбома                    | цифровой сингл  |
| 2024 | «Ко дну»                                | —                               | —                     | —                       | Сияй                           | альбомный сингл |
| 2024 | «Ошибаемся»                             | —                               | —                     | —                       | Сияй                           | альбомный сингл |

#### В качестве приглашённого исполнителя
| Год  | Название                                         | Чарты                           | Чарты                 | Чарты                   | Альбом      | Примечания      |
| Год  | Название                                         | RU                              | RU                    | RU                      | Альбом      | Примечания      |
| Год  | Название                                         | TopHit Top Radio & YouTube Hits | TopHit Top Radio Hits | TopHit Top YouTube Hits | Альбом      | Примечания      |
| ---- | ------------------------------------------------ | ------------------------------- | --------------------- | ----------------------- | ----------- | --------------- |
| 2018 | «ДНК» (Джиган feat. Артём Качер)                 | 1                               | 1                     | 8                       | без альбома | цифровой сингл  |
| 2019 | «Грустный дэнс» (Artik & Asti feat. Артём Качер) | 1                               | 1                     | 2                       | 7 (Part 1)  | альбомный сингл |

## Музыкальные видео

### Видеоклипы
| Год  | Название                                           | Режиссёр                   |
| ---- | -------------------------------------------------- | -------------------------- |
| 2015 | «Энергия солнца»                                   | Неизвестно                 |
| 2016 | «Яд»                                               | Артём Умрихин              |
| 2017 | «Неправильно»                                      | Юрий Движон                |
| 2018 | «Люби меня»                                        | Геворкян А.                |
| 2018 | «ДНК» (совместно с Джиганом)                       | Джиган                     |
| 2019 | «Голая»                                            | Андрей Лисанов             |
| 2019 | «Мимо тебя» (совместно с Жак-Энтони)               | Жак-Энтони и Андрей Исакин |
| 2019 | «Грустный дэнс» (совместно с Artik & Asti)         | VISNU                      |
| 2019 | «Бэйба» (совместно с Artik)                        | Artik и Dannykekspro       |
| 2019 | «Я рядом»                                          | Warner Music Russia        |
| 2019 | «Между нами» (совместно с Nyusha)                  | Юджин                      |
| 2019 | «Одинокая луна»                                    | Юра Катынский              |
| 2020 | «Твой первый»                                      | Катя Як                    |
| 2020 | «Под дождём» (совместно с Ириной Дубцовой)         | Александр Игудин           |
| 2020 | «Дикая»                                            | Эльвин Фомин               |
| 2021 | «Дуру люблю»                                       | Oven                       |
| 2021 | «100 проблем»                                      | Маша Жемчужина             |
| 2021 | «Пьёшь и танцуешь»                                 | Аскар Узабаев              |
| 2021 | «Дружба» (Из к/ф «Друг на продажу»)                | Александр Данилов          |
| 2021 | «Девочка, не плачь»                                | Неизвестно                 |
| 2022 | «3 слова»                                          | Георгий Мацукатов          |
| 2022 | «Материк» (совместно с Ани Лорак)                  | Юджин                      |
| 2022 | «Если» (совместно с Мишей Марвиным)                | Саша Ли                    |
| 2023 | «Февраль»                                          | Гио Мацукатов              |
| 2023 | «Один из двух» (совместно с Seville (Artik & Asti) | Юджин                      |
| 2024 | «Ко дну»                                           | Юджин                      |
| 2024 | «Ошибаемся»                                        | Юджин                      |
| 2024 | «Сияй»                                             | Юджин                      |

## Премии и номинации
| Год  | Церемония              | Номинация           | Номинант / Номинированная работа              | Результат | Ист.                 |
| ---- | ---------------------- | ------------------- | --------------------------------------------- | --------- | -------------------- |
| 2018 | Золотой граммофон      |                     | Джиган feat. Артём Качер — «ДНК»              | Победа    |                      |
| 2019 | Премия Муз-ТВ 2019     | Лучший дуэт         | Джиган feat. Артём Качер — «ДНК»              | Номинация | [ 32 ] [ 33 ] [ 34 ] |
| 2019 | Золотой граммофон      |                     | Artik & Asti / Артём Качер — «Грустный дэнс»  | Победа    | [ 35 ] [ 36 ] [ 37 ] |
| 2020 | «Новое радио Awards»   | Лучшая коллаборация | Artik & Asti vs Артём Качер — «Грустный дэнс» | Победа    | [ 38 ] [ 39 ]        |
| 2020 | ЖАРА Music Awards 2020 | Коллаборация года   | Artik & Asti / Артём Качер — «Грустный дэнс»  | Победа    | [ 40 ] [ 41 ] [ 42 ] |
| 2020 | Золотой граммофон 2020 |                     | Артём Качер — «Одинокая луна»                 | Победа    | [ 43 ]               |
| 2021 | Золотой граммофон      |                     | Артём Качер и Ирина Дубцова — «Под дождём»    | Победа    |                      |